# 保羅·理查德·海因里希·布拉修斯
保羅·理查德·海因里希·布拉修斯（英語：Paul Richard Heinrich Blasius；1883年8月9日—1970年4月24日）是一名德國流體動力學物理學家。他是普朗特最早期的學生之一。沉浸於科學六年後，他轉往今日的漢堡應用科學大學並成為教授。1962年4月1日，布拉修斯慶祝自己的执教五十周年纪念日，並持續任教直到1970年過世。
他一生最傑出的貢獻是描述在一個平行於恆定單向流動{\displaystyle U}的半無限平板上所形成的二維穩態邊界層，即布拉修斯邊界層。

## 外部連結
- 保羅·理查德·海因里希·布拉修斯在數學譜系計畫的資料。